# リル＝デュー
リル＝デュー （L'Île-d'Yeu）は、フランス、ペイ・ド・ラ・ロワール地域圏ヴァンデ県のコミューン。ユー島（Île d'Yeu）1つでコミューンとなっている。主要な集落はポール＝ジョアンヴィル（旧名：ポール＝ブルトン）、サン＝ソヴール（旧名：ル・ブール）、そしてラ・ムールである。

## 由来
ユー島はかつてAugia、またはInsula Oyaと呼ばれていた。これはゲルマン語をラテン語化したもので、Augiaとは島を意味するaujoである。時には、一般的な地名史やおふざけで「神の島」（発音がよく似たイル・デュー、Île Dieu）と呼ばれる。

## 地理
コミューンは基本的にユー島1つで構成され、他に岩や礁が含まれている。島は本土からおよそ20km沖合いにあり、全長は9.5km、幅は4kmである。島は2つの異なる要素をもつ。
- 島の東海岸はヴァンデ県沿岸と同様に砂浜が続き、緑が多い。
- 島の西海岸は花崗岩質の岩がちな『コート・ソヴァージュ』（野生の海岸）で、入り江や崖が続く。ブルターニュ沿岸をほうふつとさせる。最も標高の高い場所は古い城とドゥグレ岬との間にあり、標高は31mである。

## 都市化

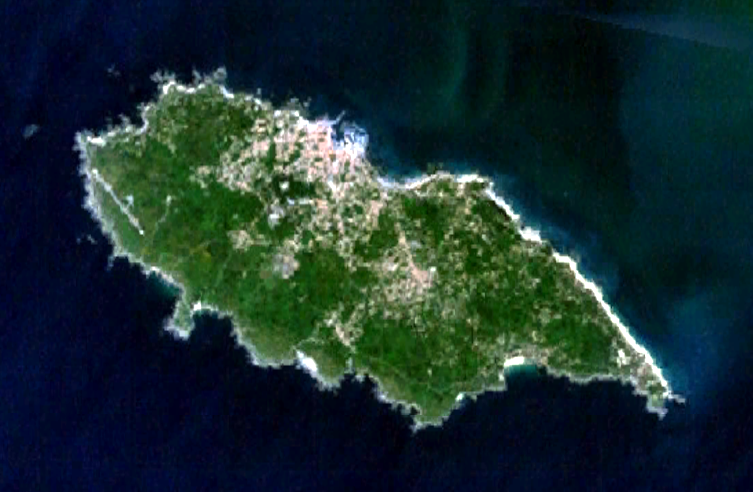
衛星写真

島の南部全体が古い村を一部除いて住宅建設が禁じられている。島の人口のほとんどは北岸に集中しており、島の中心となっている。
- ポール＝ジョアンヴィル - 19世紀半ばでポール＝ブルトンが正式名称であった。コミューン役場、観光事務所、多くのレストランやカフェ、銀行、商店がある。島第一の漁港であり、本土と往復するフェリー・ターミナルがある。2軒のスーパーマーケットがある。
- サン＝ソヴール - 1650年から1846年まで、ほぼ2世紀にわたって島の政治的・宗教的な中心地であった。フランス革命後、役場機能がポール＝ジョアンヴィルに移った。

## 歴史

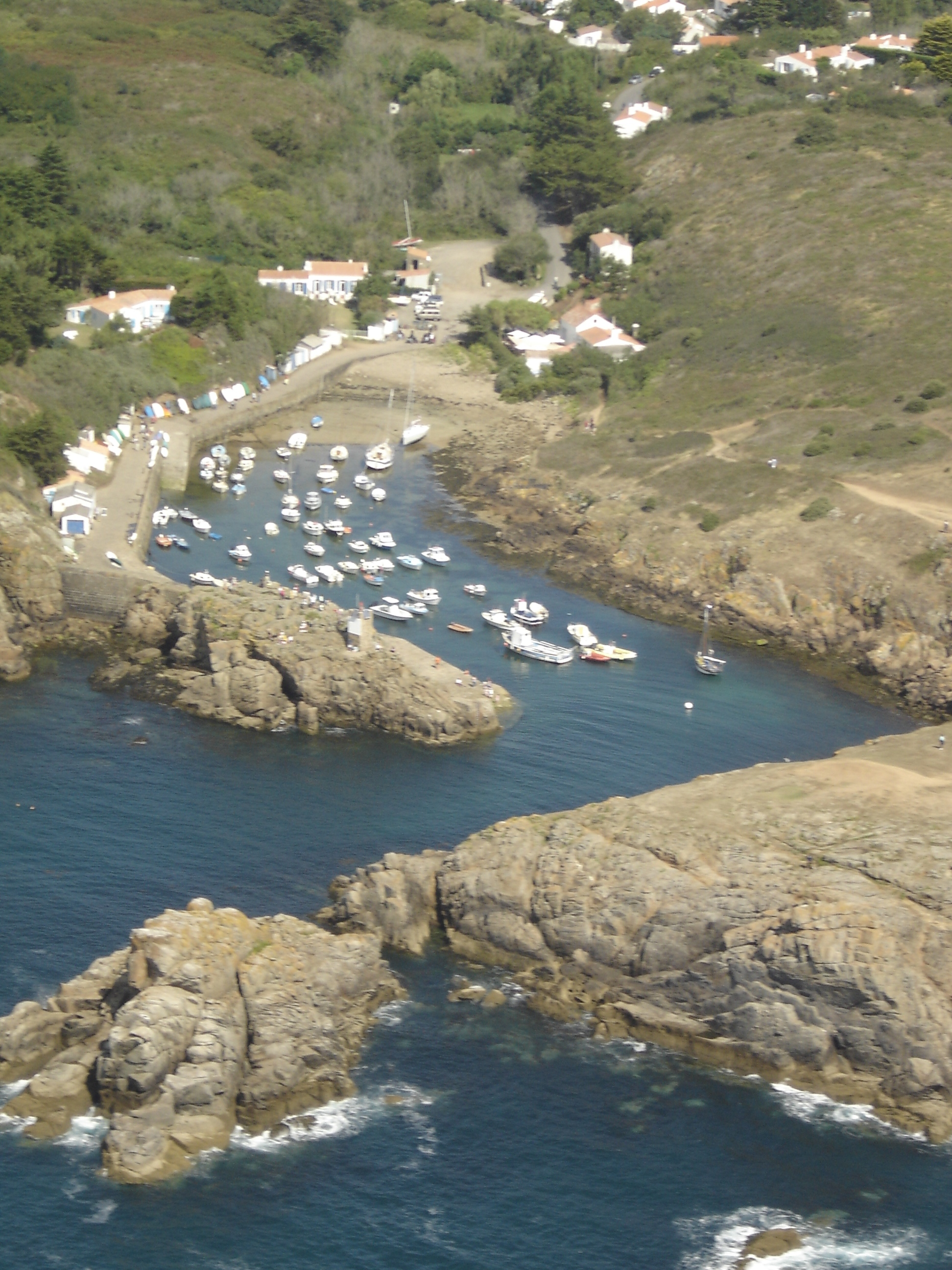
ラ・ムール集落

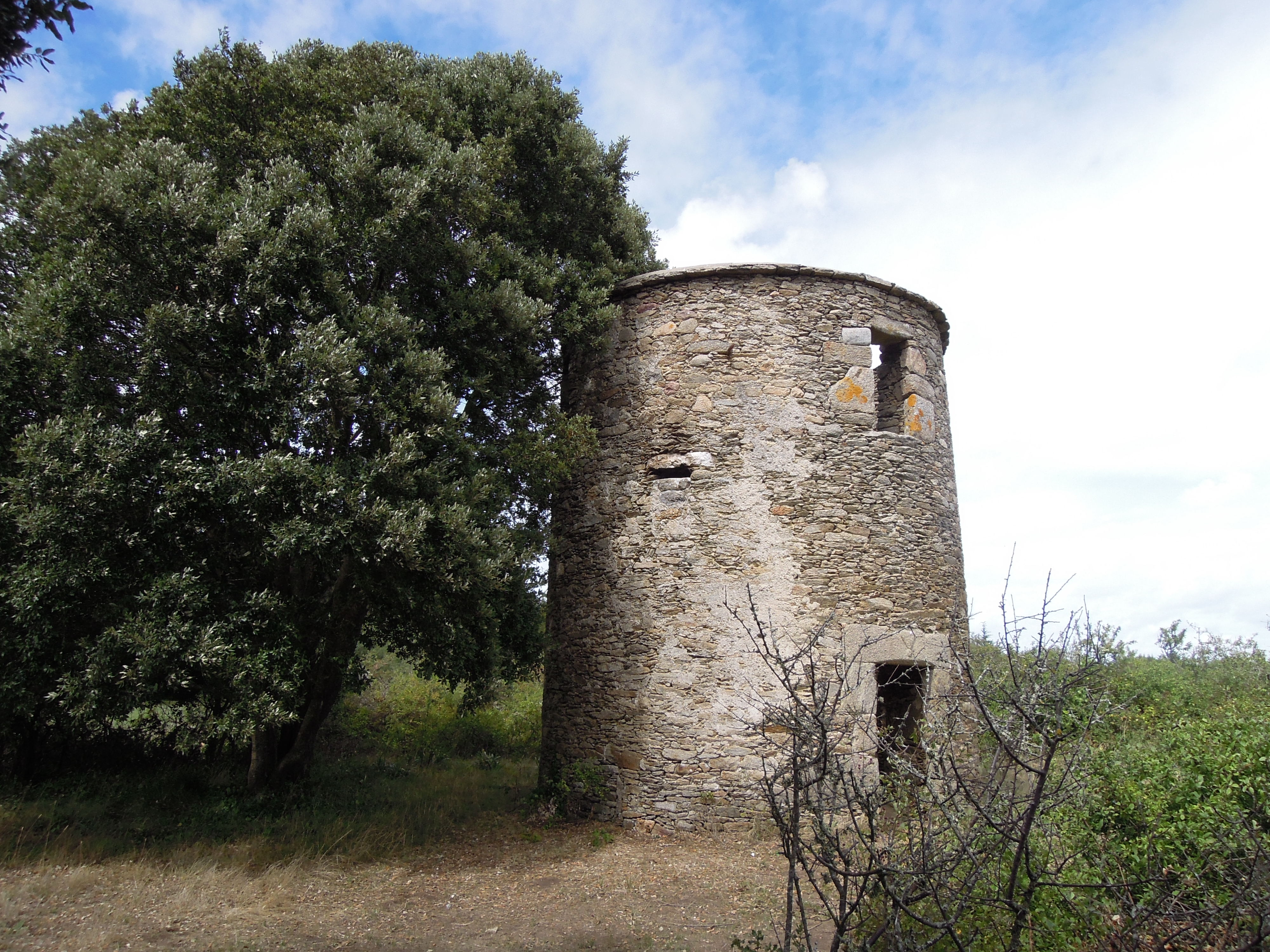
風車跡

### 古代
ドルメン、列石の存在から、新石器時代より人が定住していたと考えられている。当時の島はカシの森林で覆われていた。
島には他に例を見ない密度で痕跡（彫刻）や巨石記念物があり、ヴァンデにおける新石器時代の人類の存在を証明している。これは、氷河期末期に海の水位が低く往来に適していたことを理由に、人が初めて島に定住したのである。シャテレ岬には、古代の防御壁の名残である全長の長い塚がある。ユー島はおそらく先史時代の信仰の地であった。

### ローマ
ローマ時代の痕跡はわずかにある。トラヤヌス帝とハドリアヌス帝のメダルが島の南岸で発見されている。このことは南岸の険しさから地中海からやってきた艦隊が破壊されたことを示唆している。

### 中世
修道院の年代記は6世紀の出来事を我々に伝えている。ヴェルトゥの聖マルタンは伝道のためユー島へやってきた。彼はサン・ソヴール教会の最初の建物を建てた。そしてアイルランド島のバンゴール修道院からやってきた聖コラムバの修道士たちが聖イレールに捧げた最初の修道院を建てた。こうした基盤は9世紀のノルマン人襲来で破壊されてしまった。
846年、島はノルマン人によって焼かれ、略奪された。
トゥール近郊のマルムーティエ修道院、そしてポワティエのサン・シプリアン修道院の修道士たちはサンテティエンヌ修道院を新たにケル・シャロンの高台に建てた。そしてサン・ソヴール教区教会を建てた。
ユー島は17世紀まで侯爵が治める領地だった。継続して異なる時代ごとに大貴族が、数多くの外国軍（イングランド、スペイン、低地諸国）の侵略から住民を守るため設計された防御システムを展開してきたのである。
11世紀に城が建てられたとき、まだ木造であった。1356年、南岸の崖で島から隔てられた岩の上に石造の城が現れた。
主にイングランドによる複数回の軍事侵攻は15世紀から17世紀の間に集中する。1550年にスペイン軍によって城が包囲された際に人々は篭城を耐えた。その後、ルイ14世は城が敵の手に落ちぬよう、城の破壊を命じている。
14世紀、密輸が盛んになったことを受け、島はフランス化の恩恵を受けた。1785年にルイ16世は島の領主権を購入した。17世紀、ブイン島のように島民はタバコの葉で発展した。違法な取引が非常に盛んで、彼らが大規模な輸入に従事しなければならないほどだった。偽のタバコ会社が設置され、島に住むすべての社会層が交通の規制に関与していた。船団は倉庫に収められている良いタバコを『取り戻す』ため北に向かった。
フランス革命のさなかのヴァンデの反乱で、ユー島に拠点を置いていたフランソワ・ド・シャレット率いる反乱軍はイギリスの援軍を待って無駄に終わった。1795年の終わり、アルトワ伯（のちのシャルル10世）はイギリスと同盟する王党派軍の代表者だった。彼はシャレットの助けを借りてフランスに上陸したかったが、600人のイギリス兵は上陸したユー島にとどまったままだった。その間に共和国軍がシュアヌリ（王党派軍）を粉砕した。
18世紀後半から、島民たちはビンチョウマグロの沿岸漁業を始めた。こうしてポール＝ジョアンヴィルは大西洋岸最初のマグロ漁港となった。

### 19世紀から20世紀
400人の守備隊を収容できるピエール＝レヴェ要塞が、第二帝政時代に、かつて高さ7m以上のメンヒルがあり、19世紀には2台の風車があった場所に建設された。この要塞は沿岸防衛のためポール＝ジョアンヴィルを見下ろす高台にあった。要塞は幾度も戦犯を収容した。代表的なのがヴィシー政府首班であったフィリップ・ペタンである。彼は1951年にユー島で死去し、島に埋葬された。

## 経済
観光と漁業が主体である。

## 人口統計
| 1962年 | 1968年 | 1975年 | 1982年 | 1990年 | 1999年 | 2006年 | 2011年 |
| ------ | ------ | ------ | ------ | ------ | ------ | ------ | ------ |
| 4739   | 4786   | 4766   | 4880   | 4941   | 4788   | 4880   | 4562   |

参照元:1999年までEHESS、2004年以降INSEE

## 電気通信
本土とユー島を結ぶ最初の海底電信ケーブルは1911年に敷設された。主配線盤はポール＝ジョアンヴィルだけにある。2013年にはおよそ4500の回線を提供した。これはフランス第3の規模の主配線盤である。

## 史跡

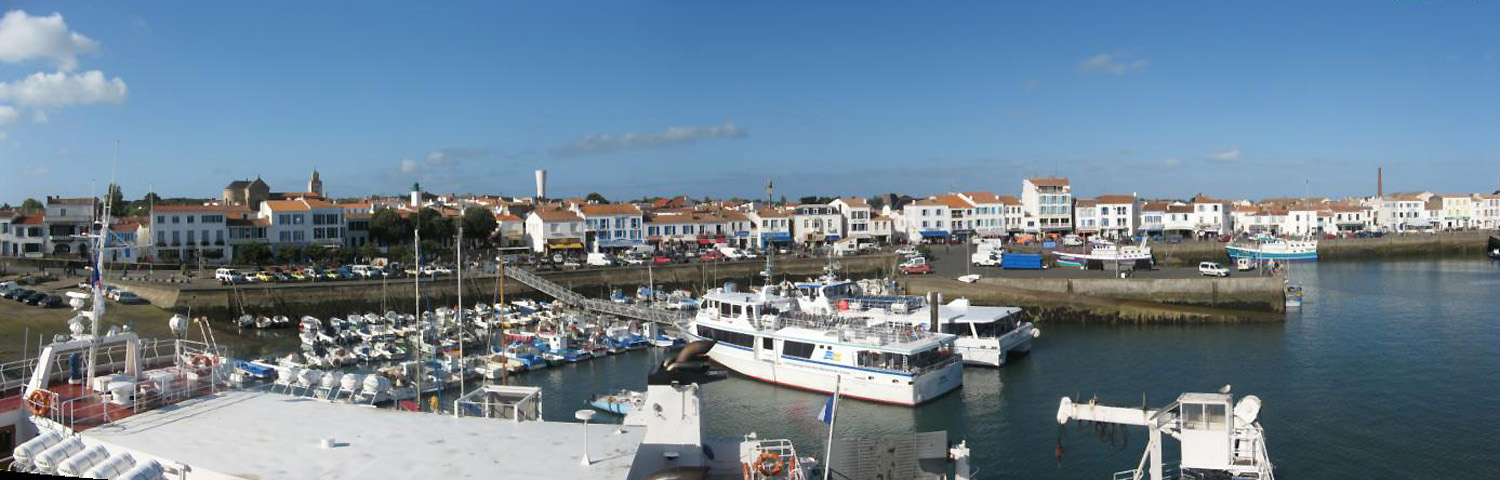
ポール＝ジョアンヴィルの眺め

- サン・ソヴール教会 - 9世紀から10世紀、海からの侵入者に対して島民が逃げ込めたのは教会しかなかった。数世紀の間、教会の尖塔は灯台の役割を果たしていた。当然のことながら強風の影響で崩壊の危機に直面した。フランス王は戦略的重要性から、1774年に灯台の再建を自費で行うことを決めた。
- ピエール・レヴェ要塞 - 19世紀軍事建築の古典的な要塞。1858年から1866年にかけ、400人の兵士や士官を収容できるよう設計された。1871年以降は兵舎、そして刑務所として使用された。死刑宣告を受けた後減刑された、第二次世界大戦の戦犯フィリップ・ペタンはこの建物に収容されていた。
- 城 - ル・ヴュー城と呼ばれる。12世紀に建設されたとみられる。その構造はオリヴィエ・ド・クリッソンに起因する。島南岸の岩がちな露頭の上に建てられている。
- コルボー岬灯台 - 島の東端にたつ。灯台のある場所は強風が一年中吹く。1860年代に建てられた灯台は第二次世界大戦で破壊され、戦後に再建された。
- ラ・ムール港 - 小さな漁港。島南岸の小さな入り江の中にある。入り江には建物全体が真っ白なノートルダム・ボンヌ・ヌーヴェル礼拝堂がある。
- メンヒル、ドルメン
- リル＝デュー灯台

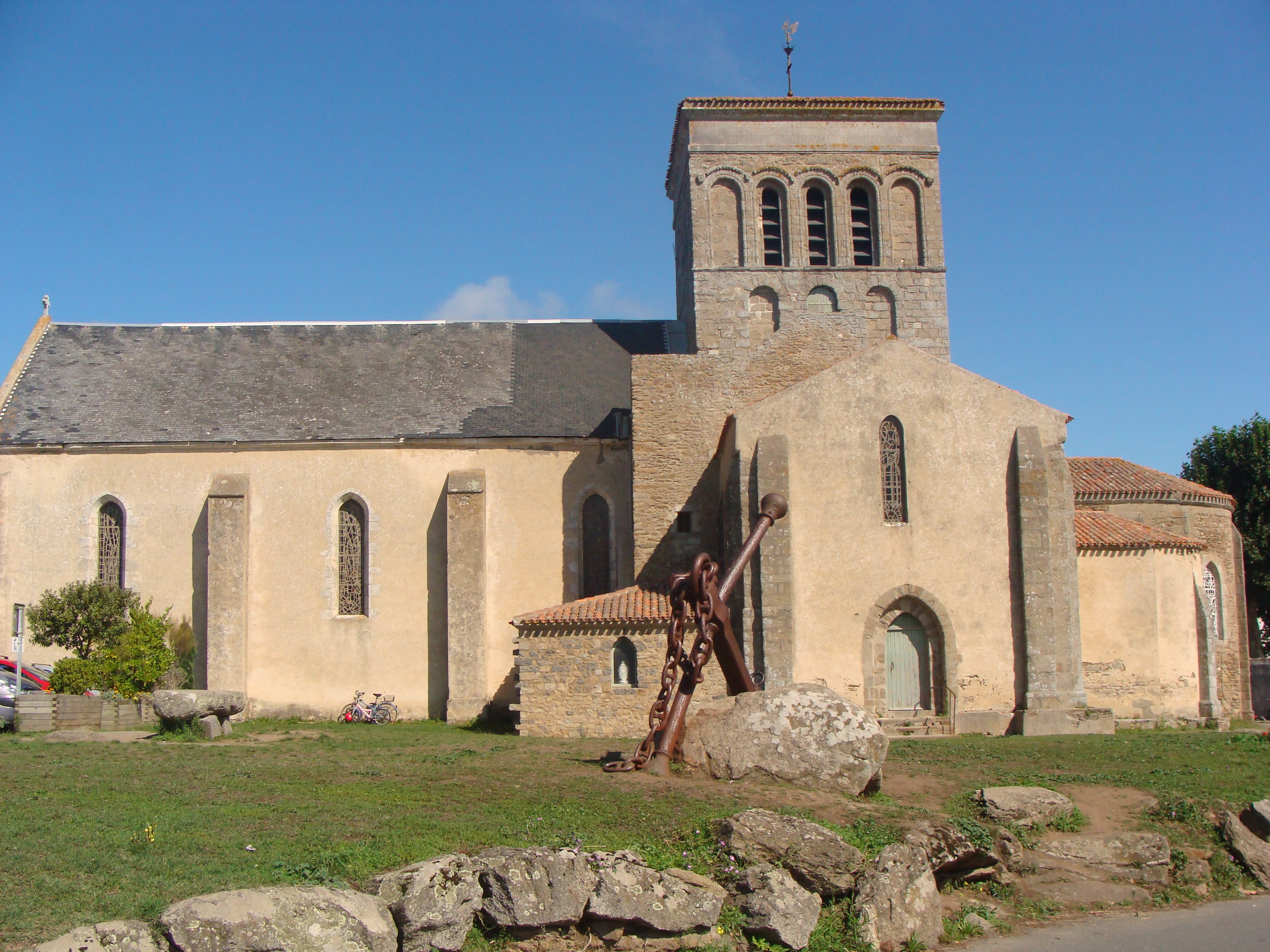
サン・ソヴール教会
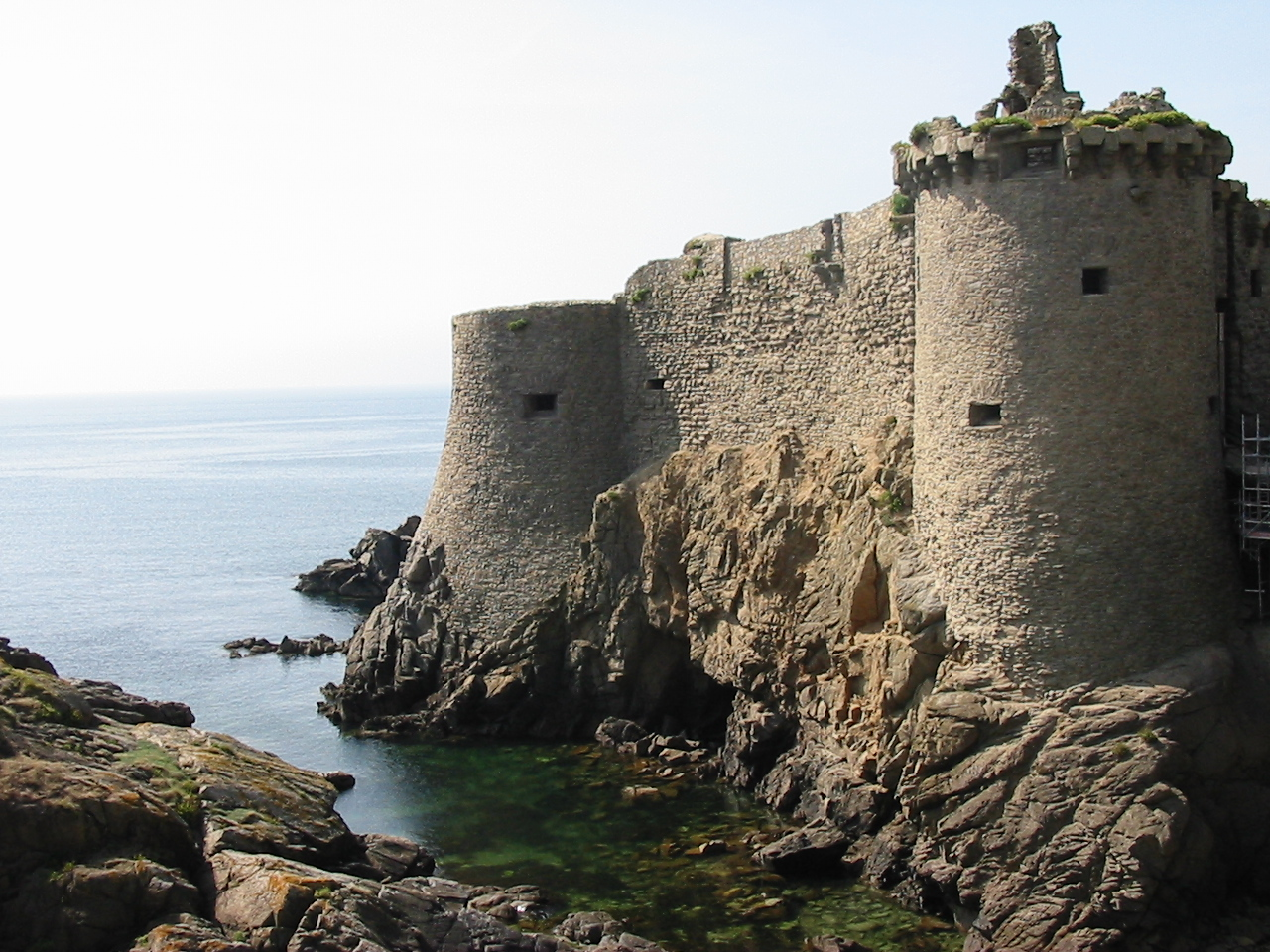
城
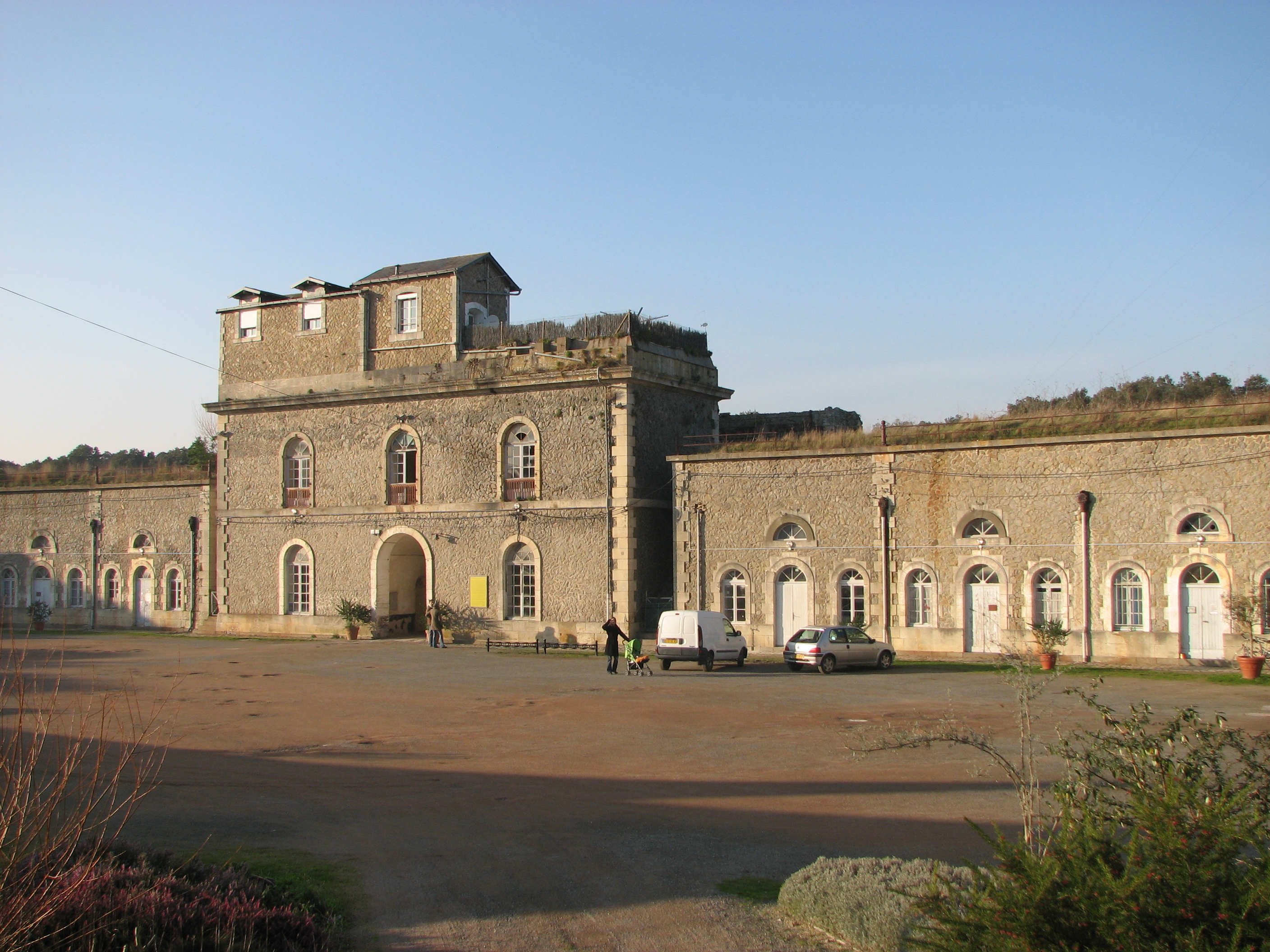
ピエール・レヴェ要塞
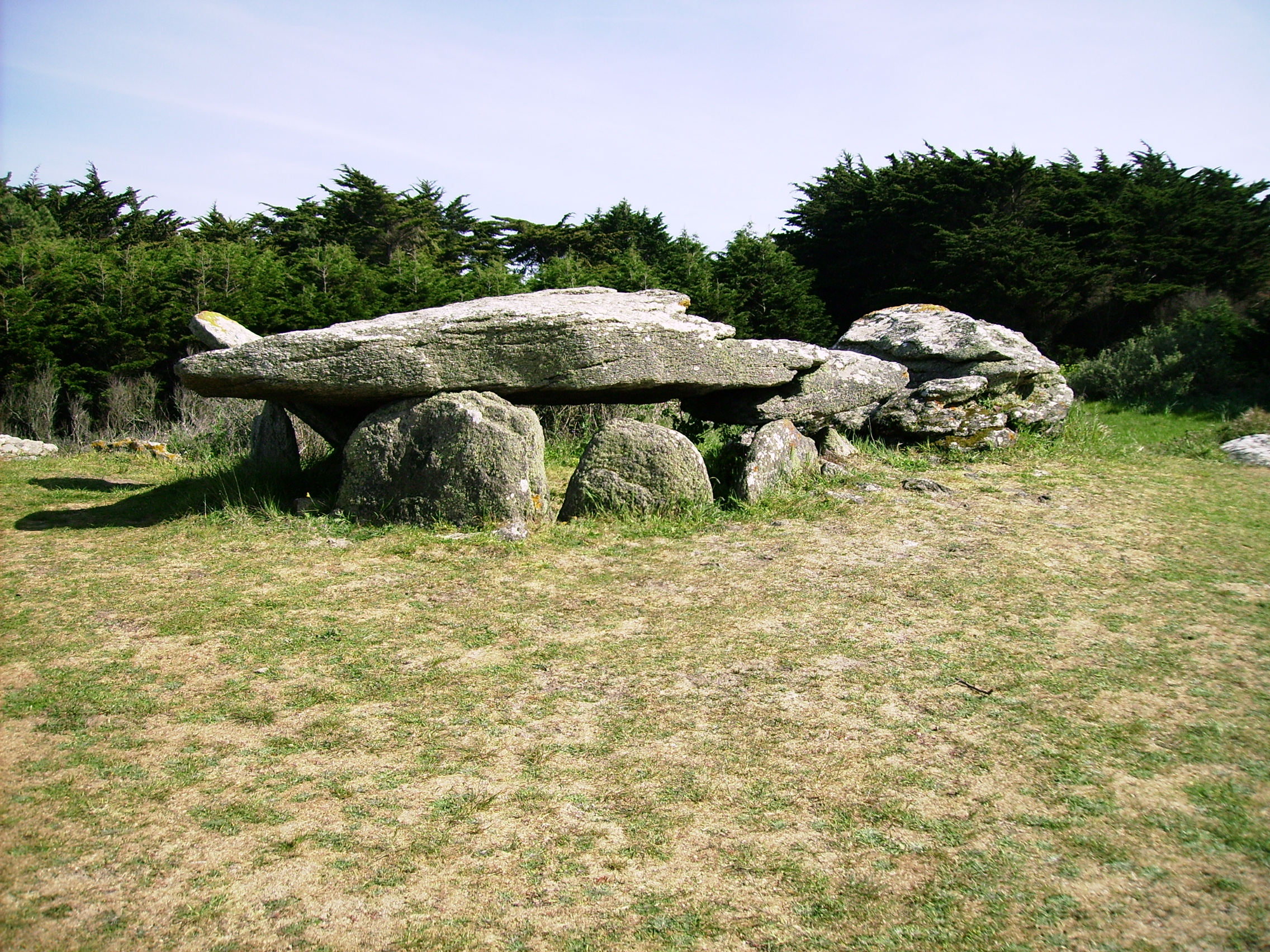
プティ・フラデのドルメン

## ゆかりの人物
- フィリップ・ペタン - フランス国（ヴィシー政府）主席。第二次大戦後に当地に追放され、死去。
- ベルギー王フィリップと王妃マティルド・デュデケム・ダコ - 家族でたびたび休暇を過ごしている
- ホセ・ミゲル・ベニャラン・オルデニャナ（es） - ETA活動家。1976年にユー島へ追放されていた。

## 姉妹都市
- ペルセ、カナダ